# جغدری
جغدری، روستایی از توابع بخش لاله‌زار شهرستان بردسیر در استان کرمان ایران است.

## جمعیت
این روستای کوهستانی و سردسیر در دهستان لاله‌زار قرار دارد و براساس سرشماری مرکز آمار ایران در سال ۱۳۹۵، جمعیت آن ۶۵۹ نفر بوده‌است.

## آب و هوا واقلیم
آب و هوای این روستا سرد و کوهستانی است.